# Frankie Sutherland
Frankie Sutherland (Londres, Inglaterra; 6 de diciembre de 1993) es un futbolista inglés. Juega de centrocampista y su equipo actual es el Bromley de la National League de Inglaterra.

## Clubes
| Club                          | País       | Año             |
| ----------------------------- | ---------- | --------------- |
| Queens Park Rangers           | Inglaterra | 2012            |
| Portsmouth F.C. (cedido)      | Inglaterra | 2013            |
| Leyton Orient (cedido)        | Inglaterra | 2013            |
| AFC Wimbledon (cedido)        | Inglaterra | 2014 - 2015     |
| Dagenham & Redbridge (cedido) | Inglaterra | 2015            |
| Crawley Town (cedido)         | Inglaterra | 2016            |
| Woking                        | Inglaterra | 2016 - 2017     |
| Whitehawk                     | Inglaterra | 2017            |
| Bromley                       | Inglaterra | 2017 - presente |